# NBA 1974/75
NBA 1974/75 was het 29e seizoen van de NBA. Het begon op 17 oktober 1974 en eindigde op 14 mei 1975, toen Golden State Warriors de vierde wedstrijd van de NBA Finale met 96-95 won en daarmee op 4-0 kwam in de serie tegen verliezend finalist Washington Bullets. Bob McAdoo van Buffalo Braves werd verkozen tot NBA Most Valuable Player en Rick Barry van Golden State Warriors tot NBA Finals Most Valuable Player.
De NBA breidde in het seizoen 1974/75 uit van negen naar tien teams. Dat betekende de oprichting van New Orleans Jazz. Daarmee werd er een extra ronde aan de play-offs toegevoegd. De nummers vier en vijf van beide conferences (na het reguliere seizoen) moesten een best-of-three tegen elkaar gaan spelen. De winnaars van deze ontmoetingen plaatsten zich voor de Conference Semifinals tegen de nummers een van beide conferences. NBA 1974/75 was het eerste seizoen waarin de Warriors kampioen werden als Golden State Warriors, negentien jaar na hun laatste titel als Philadelphia Warriors.

## Eindstand regulier seizoen
| Eastern Conference  | W  | V  |
| ------------------- | -- | -- |
| Boston Celtics*     | 60 | 22 |
| Washington Bullets* | 60 | 22 |
| Buffalo Braves      | 49 | 33 |
| Houston Rockets     | 41 | 41 |
| New York Knicks     | 40 | 42 |
| Cleveland Cavaliers | 40 | 42 |
| Philadelphia 76ers  | 34 | 48 |
| Atlanta Hawks       | 31 | 51 |
| New Orleans Jazz    | 23 | 59 |

| Western Conference      | W  | V  |
| ----------------------- | -- | -- |
| Golden State Warriors*  | 48 | 34 |
| Chicago Bulls*          | 47 | 35 |
| Kansas City–Omaha Kings | 44 | 38 |
| Seattle SuperSonics     | 43 | 39 |
| Detroit Pistons         | 40 | 42 |
| Portland Trail Blazers  | 38 | 44 |
| Milwaukee Bucks         | 38 | 44 |
| Phoenix Suns            | 32 | 50 |
| LA Lakers               | 30 | 52 |

*Winnaars van de vier divisies

## Playoffs
|  | Conference Halve Finale | Conference Halve Finale |                       |   | Conference Finale | Conference Finale |  |  | NBA Finale | NBA Finale |
|  |                         |                         |                       |   |                   |                   |  |  |            |            |
|  |                         |                         |                       |   |                   |                   |  |  |            |            |
|  |                         |                         |                       |   |                   |                   |  |  |            |            |
|  |                         |                         |                       |   |                   |                   |  |  |            |            |
|  | Boston Celtics          | 4                       |                       |   |                   |                   |  |  |            |            |
|  | Boston Celtics          | 4                       |                       |   |                   |                   |  |  |            |            |
|  | Houston Rockets         | 1                       |                       |   |                   |                   |  |  |            |            |
|  | Houston Rockets         | 1                       | Boston Celtics        | 2 |                   |                   |  |  |            |            |
|  |                         |                         | Boston Celtics        | 2 |                   |                   |  |  |            |            |
|  |                         | Washington Bullets      | 4                     |   |                   |                   |  |  |            |            |
|  | Buffalo Braves          | Washington Bullets      | 4                     | 3 |                   |                   |  |  |            |            |
|  | Buffalo Braves          |                         |                       | 3 |                   |                   |  |  |            |            |
|  | Washington Bullets      | 4                       |                       |   |                   |                   |  |  |            |            |
|  | Washington Bullets      | 4                       | Washington Bullets    | 0 |                   |                   |  |  |            |            |
|  |                         |                         | Washington Bullets    | 0 |                   |                   |  |  |            |            |
|  |                         | Golden State Warriors   | 4                     |   |                   |                   |  |  |            |            |
|  | Golden State Warriors   | Golden State Warriors   | 4                     | 4 |                   |                   |  |  |            |            |
|  | Golden State Warriors   |                         |                       | 4 |                   |                   |  |  |            |            |
|  | Seattle SuperSonics     | 2                       |                       |   |                   |                   |  |  |            |            |
|  | Seattle SuperSonics     | 2                       | Golden State Warriors | 4 |                   |                   |  |  |            |            |
|  |                         |                         | Golden State Warriors | 4 |                   |                   |  |  |            |            |
|  |                         | Chicago Bulls           | 3                     |   |                   |                   |  |  |            |            |
|  | KC–Omaha Kings          | Chicago Bulls           | 3                     | 2 |                   |                   |  |  |            |            |
|  | KC–Omaha Kings          |                         |                       | 2 |                   |                   |  |  |            |            |
|  | Chicago Bulls           | 4                       |                       |   |                   |                   |  |  |            |            |
|  | Chicago Bulls           | 4                       |                       |   |                   |                   |  |  |            |            |

## Beste gemiddeldes
- Meeste punten per wedstrijd: Bob McAdoo (Buffalo Braves)
- Meeste rebounds per wedstrijd: Wes Unseld (Washington Bullets)
- Meeste assists per wedstrijd: Kevin Porter (Washington Bullets)
- Meeste steals per wedstrijd: Rick Barry (Golden State Warriors)
- Meeste blocks per wedstrijd: Kareem Abdul-Jabbar (Milwaukee Bucks)
- Hoogste percentage veldscores: Don Nelson (Boston Celtics)
- Hoogste percentage vrije worpen: Rick Barry (Golden State Warriors)

1950 · 1951 · 1952 · 1953 · 1954 · 1955 · 1956 · 1957 · 1958 · 1959 · 
1960 · 1961 · 1962 · 1963 · 1964 · 1965 · 1966 · 1967 · 1968 · 1969 · 
1970 · 1971 · 1972 · 1973 · 1974 · 1975 · 1976 · 1977 · 1978 · 1979 · 
1980 · 1981 · 1982 · 1983 · 1984 · 1985 · 1986 · 1987 · 1988 · 1989 · 
1990 · 1991 · 1992 · 1993 · 1994 · 1995 · 1996 · 1997 · 1998 · 1999 · 
2000 · 2001 · 2002 · 2003 · 2004 · 2005 · 2006 · 2007 · 2008 · 2009 · 
2010 · 2011 · 2012 · 2013 · 2014 · 2015 · 2016 · 2017 · 2018 · 2019 · 
2020 · 2021 · 2022 · 2023 · 2024